# R. Doraikkannu
Thiru R. Doraikkannu (Rajagiri, 28 de marzo de 1948 - Chennai, 31 de octubre de 2020) fue un agricultor y político indio.
Miembro de la decimoquinta Asamblea Legislativa de Tamil Nadu, por el distrito electoral de Papanasam. Representó al partido All India Anna Dravida Munnetra Kazhagam (AIADMK). Obtuvo sus escaños de Papanasam en las elecciones de 2006, 2011 y 2016.
J. Jayalalithaa nombró a Doraikkannu Ministro de Agricultura en mayo de 2016. Este fue su primer puesto en el gabinete en el gobierno de Tamil Nadu.

## Biografía
Doraikkannu nació el 28 de marzo de 1948 en Rajagiri. Tenía una licenciatura y estaba casado. Tenía seis hijos. Falleció el 31 de octubre de 2020 en el Hospital Kauvery de Chennai, por complicaciones del COVID-19. Fue admitido en el hospital el 13 de octubre de 2020 y estaba en ECMO y soporte vital con ventilador, antes de su muerte.